# Dorylaea picea
Dorylaea picea är en kackerlacksart som först beskrevs av Hanitsch 1923.  Dorylaea picea ingår i släktet Dorylaea och familjen storkackerlackor. Inga underarter finns listade i Catalogue of Life.